# 46610 Bésixdouze
46610 Bésixdouze è un asteroide della fascia principale. Scoperto nel 1993, presenta un'orbita caratterizzata da un semiasse maggiore pari a 2,2698495 UA e da un'eccentricità di 0,1803191, inclinata di 2,40125° rispetto all'eclittica.
Il nome dell'asteroide è un omaggio al racconto Il piccolo principe. Nel racconto il piccolo principe veniva dall'asteroide B612, che in francese si scrive Bésixdouze. Inoltre 46610 è l'equivalente decimale del numero esadecimale B612.